# Natació als Jocs Olímpics d'estiu de 2016

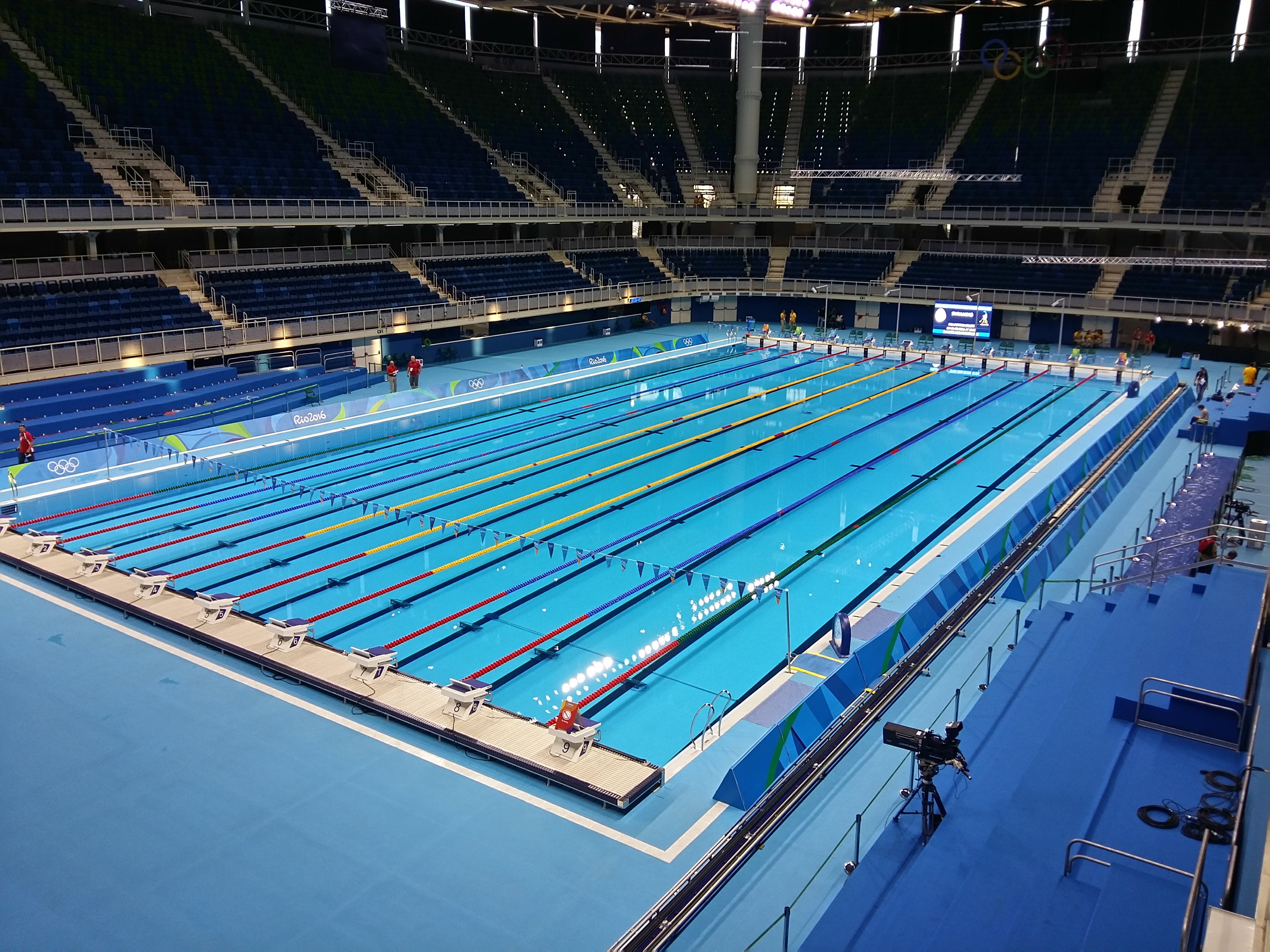
Imatge d'Interior de la seu aquàtica durant els Jocs.

La natació dels Jocs Olímpics d'Estiu de 2016 de Rio de Janeiro. Entre el 6 i el 13 d'agost es disputaran les proves de natació en línia i entre el 15 i el 16 d'agost les aigües obertes.

## Classificació
Cada Comitè Olímpic Nacional (NOC) pot classificar com a màxim a 2 atletes per cada prova si han aconseguit la mínima olímpica. Un atleta també es pot classificar per una prova si el país pel que competeix no té cap representant a la prova, acollint-se a una de les places d'universals.
Com a excepció, els 10 km en aigües obertes, no hi ha minima, sinó que s'obtindran les places en funció de les posicions en el campionat del món (10 places), al campionats continentals (1 per campionat) i al classificatori olímpic (10 places masculines i 9 femenines).
Pel que fa als relleus només es podran classificar 16 equips, amb un màxim d'un per NOC. Els 12 equips més ràpids en les respectives proves del Campionat del món de Kazan 2015 quedaran automàticament classificats. Les quatre places restants s'atorgaran el 31 de maig de 2016 en funció dels rànquings mundials de la FINA.
Un cop acabat el procés de classificació (3 de juliol de 2016), si no s'ha arribat a la quota de 900 nedadors, les places pels relleus o les places d'universals, la FINA pot convidar a atletes en funció dels rànquings mundials i que hagin compert el temps de selecció. Les mínimes s'han d'aconseguir en campionats del món, campionats continentals, campionats nacionals o altres competicions internacionals aprovades per la FINA.
El barem de mínimes és el següent:
| Masculí                 | Masculí  | Masculí  | Femení                 | Femení  | Femení  |
| Prova                   | OQT      | OST      | Prova                  | OQT     | OST     |
| ----------------------- | -------- | -------- | ---------------------- | ------- | ------- |
| 50 m lliures masculí    | 22.27    | 23.05    | 50 m lliures femení    | 25.28   | 26.17   |
| 100 m lliures masculí   | 48.99    | 50.70    | 100 m lliures femení   | 54.43   | 56.34   |
| 200 m lliures masculí   | 1:47.97  | 1:51.75  | 200 m lliures femení   | 1:58.96 | 2:03.13 |
| 400 m lliures masculí   | 3:50.44  | 3:58.51  | 400 m lliures femení   | 4:09.08 | 4:17.80 |
| −                       | −        | −        | 800 m lliures femení   | 8:33.97 | 8:51.96 |
| 1500 m lliures masculí  | 15:14.77 | 15:46.79 | −                      | −       | −       |
| 100 m esquena masculí   | 54.36    | 56.26    | 100 m esquena femení   | 1:00.25 | 1:02.36 |
| 200 m esquena masculí   | 1:58.22  | 2:02.36  | 200 m esquena femení   | 2:10.60 | 2:15.17 |
| 100 m braça             | 1:00.57  | 1:02.69  | 100 m braça femení     | 1:07.85 | 1:10.22 |
| 200 metre braça masculí | 2:11.66  | 2:16.27  | 200 m braça femení     | 2:26.94 | 2:32.08 |
| 100 m papallona masculí | 52.36    | 54.19    | 100 m papallona femení | 58.74   | 1:00.80 |
| 200 m papallona masculí | 1:56.97  | 2:01.06  | 200 m papallona femení | 2:09.33 | 2:13.86 |
| 200 m estils masculí    | 2:00.28  | 2:04.39  | 200 m estils femení    | 2:14.26 | 2:18.96 |
| 400 m estils masculí    | 4:16.71  | 4:25.69  | 400 m estils femení    | 4:43.46 | 4:53.38 |

## Resultats

### Categoria masculina
| Prova | Or | Or          | Plata | Plata       | Bronze | Bronze                          |
| 50 m Lliure detalls | Anthony Ervin (USA) | 21.40       | Florent Manaudou (FRA) | 21.41       | Nathan Adrian (USA) | 21.49                           |
| 100 m Lliure detalls | Kyle Chalmers (AUS) | 47.58       | Pieter Timmers (BEL) | 47.80 RN    | Nathan Adrian (USA) | 47.85                           |
| 200 m Lliure detalls | Sun Yang (CHN) | 1:44.65     | Chad le Clos (RSA) | 1:45.20 AF  | Conor Dwyer (USA) | 1:45.23                         |
| 400 m Lliure detalls | Mack Horton (AUS) | 3:41.55     | Sun Yang (CHN) | 3:41.68     | Gabriele Detti (ITA) | 3:43.69                         |
| 1500 m Lliure detalls | Gregorio Paltrinieri (ITA) | 14:34.57 ER | Connor Jaeger (USA) | 14:39.48 AM | Gabriele Detti (ITA) | 14:40.86                        |
| | |             | |             | |                                 |
| 100 m Esquena detalls | Ryan Murphy (USA) | 51.97 OR    | Xu Jiayu (CHN) | 52.32       | David Plummer (USA) | 52.40                           |
| 200 m Esquena detalls | Ryan Murphy (USA) | 1:53.62     | Mitch Larkin (AUS) | 1:53.96     | Evgeny Rylov (RUS) | 1:53.97                         |
| | |             | |             | |                                 |
| 100 m Braça detalls | Adam Peaty (GBR) | 57.13 RM    | Cameron Van der Burgh (RSA) | 58.69       | Cody Miller (USA) | 58.87 AM                        |
| 200 m Braça detalls | Dmitriy Balandin (KAZ) | 2:07.46 RN  | Josh Prenot (USA) | 2:07.53     | Anton Chupkov (RUS) | 2:07.70 RN                      |
| | |             | |             | |                                 |
| 100 m Papallona detalls | Joseph Schooling (SIN) | 50.39 RO    | Michael Phelps (USA) Chad le Clos (RSA) László Cseh (HUN)                                                                                        | 51.14       | El bronze no ha estat adjudicat                                                                                              | El bronze no ha estat adjudicat |
| 200 m Papallona detalls | Michael Phelps (USA) | 1:53.36     | Masato Sakai (JPN) | 1:53.40     | Tamás Kenderesi (HUN) | 1:53.62                         |
| | |             | |             | |                                 |
| 200 m Estils detalls | Michael Phelps (USA) | 1:54.66     | Kosuke Hagino (JPN) | 1:56.61     | Wang Shun (CHN) | 1:57.05                         |
| 400 m Estils detalls | Kosuke Hagino (JPN) | 4:06.05     | Chase Kalisz (USA) | 4:06.75     | Daiya Seto (JPN) | 4:09.71                         |
| | |             | |             | |                                 |
| 4×100 m lliures detalls | Estats UnitsCaeleb Dressel (48.10) · Michael Phelps (47.12) · Ryan Held (47.73) · Nathan Adrian (46.97) · Jimmy Feigen[a] · Blake Pieroni[a] · Anthony Ervin[a]   | 3:09.92     | FrançaMehdy Metella (48.08) · Fabien Gilot (48.20) · Florent Manaudou (47.14) · Jérémy Stravius (47.11) · Clément Mignon[a] · William Meynard[a] | 3:10.53     | AustràliaJames Roberts (48.88) · Kyle Chalmers (47.38) · James Magnussen (48.11) · Cameron McEvoy (47.00) · Matthew Abood[a] | 3:11.37                         |
| 4×200 m lliures detalls | Estats UnitsConor Dwyer (1:45.23) · Townley Haas (1:44.14) · Ryan Lochte (1:46.03) · Michael Phelps (1:45.26) · Clark Smith[a] · Jack Conger[a] · Gunnar Bentz[a] | 7:00.66     | Regne UnitStephen Milne (1:46.97) · Duncan Scott (1:45.05) · Daniel Wallace (1:46.26) · James Guy (1:44.85) · Robbie Renwick[a]                  | 7:03.13 RN  | JapóKosuke Hagino (1:45.34) · Naito Ehara (1:46.11) · Yuki Kobori (1:45.71) · Takeshi Matsuda (1:46.34)                      | 7:03.50                         |
| 4×100 m estils detalls | Estats Units Ryan Murphy (51.85) RM · Cody Miller (59.03) · Michael Phelps (50.33) · Nathan Adrian (46.74)                                                        | 3:27.95 RO  | Regne UnitChris Walker-Hebborn (53.68) · Adam Peaty (56.59) · James Guy (51.35) · Duncan Scott (47.62)                                           | 3:29.24     | AustràliaMitch Larkin (53.19) · Jake Packard (58.84) · David Morgan (51.18) · Kyle Chalmers (46.72)                          | 3:29.93                         |
| | |             | |             | |                                 |
| 10 km Aigües obertes detalls | Ferry Weertman (NED) | 1:52:59.8   | Spyridon Gianniotis (GRE) | 1:52:59.8   | Marc-Antoine Olivier (FRA)                                                                                                   | 1:53:02.0                       |
| AF Rècord Africà \| AM Rècord Americà \| AS Rècord Asiàtic \| ER Rècord Europeu \| OC Rècord Oceanànic \| RO Rècord Olímpic \| RM Rècord del Mon \| RN Rècord Nacional \| RJ Rècord del Món Júnior | |             | |             | |                                 |

a  Nedadors que van participar en les sèries i van rebre medalles.

### Categoria femenina
| Prova | Or | Or                            | Plata | Plata         | Bronze | Bronze     |
| 50 m Lliure detalls | Pernille Blume (DEN) | 24.07                         | Simone Manuel (USA) | 24.09         | Aliaksandra Herassimènia (BLR) | 24.11      |
| 100 m Lliure detalls | Simone Manuel (USA) Penny Oleksiak (CAN) | 52.70 RO, AM 52.70 RO, RJ, AM | No es concedí | No es concedí | Sarah Sjöström (SWE) | 52.99      |
| 200 m Lliure detalls | Katie Ledecky (USA) | 1:53.73                       | Sarah Sjöström (SWE) | 1:54.08 RN    | Emma McKeon (AUS) | 1:54.92    |
| 400 m Lliure detalls | Katie Ledecky (USA) | 3:56.46 RM                    | Jazmin Carlin (GBR) | 4:01.23       | Leah Smith (USA) | 4:01.92    |
| 800 m Lliure detalls | Katie Ledecky (USA) | 8:04.79 RM                    | Jazmin Carlin (GBR) | 8:16.17       | Boglárka Kapás (HUN) | 8:16.37 RN |
| | |                               | |               | |            |
| 100 m Esquena detalls | Katinka Hosszú (HUN) | 58.45                         | Kathleen Baker (USA) | 58.75         | Kylie Masse (CAN) Fu Yuanhui (CHN) | 58.76      |
| 200 m Esquena detalls | Maya DiRado (USA) | 2:05.99                       | Katinka Hosszú (HUN) | 2:06.05       | Hilary Caldwell (CAN) | 2:07.54    |
| | |                               | |               | |            |
| 100 m Braça detalls | Lilly King (USA) | 1:04.93 RO                    | Iúlia Efimova (RUS) | 1:05.50       | Katie Meili (USA) | 1:05.69    |
| 200 m Braça detalls | Rie Kaneto (JPN) | 2:20.30                       | Iúlia Efimova (RUS) | 2:21.97       | Shi Jinglin (CHN) | 2:22.28    |
| | |                               | |               | |            |
| 100 m Papallona detalls | Sarah Sjöström (SWE) | 55.48 RM                      | Penny Oleksiak (CAN) | 56.46 RN      | Dana Vollmer (USA) | 56.63      |
| 200 m Papallona detalls | Mireia Belmonte (ESP) | 2:04.85                       | Madeline Groves (AUS) | 2:04.88       | Natsumi Hoshi (JPN) | 2:05.20    |
| | |                               | |               | |            |
| 200 m Estils detalls | Katinka Hosszú (HUN) | 2:06.58 RO                    | Siobhan-Marie O'Connor (GBR) | 2:06.88       | Maya DiRado (USA) | 2:08.79    |
| 400 m Estils detalls | Katinka Hosszú (HUN) | 4:26.36 RM                    | Maya DiRado (USA) | 4:31.15       | Mireia Belmonte (ESP) | 4:32.39    |
| | |                               | |               | |            |
| 4×100 m lliures detalls | AustràliaEmma McKeon (53.41) · Brittany Elmslie (53.12) · Bronte Campbell (52.15) · Cate Campbell (51.97) · Madison Wilson[b]                                                        | 3:30.65 RM                    | Estats UnitsSimone Manuel (53.36) · Abbey Weitzeil (52.56) · Dana Vollmer (53.18) · Katie Ledecky (52.79) · Amanda Weir[b] · Lia Neal[b] · Allison Schmitt[b]          | 3:31.89 AM    | CanadàSandrine Mainville (53.86) · Chantal Van Landeghem (53.12) · Taylor Ruck (53.19) · Penny Oleksiak (52.72) · Michelle Williams[b]                | 3:32.89 RN |
| 4×200 m lliures detalls | Estats UnitsAllison Schmitt (1:56.21) · Leah Smith (1:56.69) · Maya DiRado (1:56.39) · Katie Ledecky (1:53.74) · Missy Franklin[b] · Melanie Margalis[b] · Cierra Runge[b]           | 7:43.03                       | AustràliaLeah Neale (1:57.95) · Emma McKeon (1:54.64) · Bronte Barratt (1:55.81) · Tamsin Cook (1:56.47) · Jessica Ashwood[b]                                          | 7:44.87       | CanadàKaterine Savard (1:57.91) · Taylor Ruck (1:56.18) · Brittany MacLean (1:56.36) · Penny Oleksiak (1:54.94) · Kennedy Goss[b] · Emily Overholt[b] | 7:45.39 RN |
| 4×100 m estils detalls | Estats UnitsKathleen Baker (59.00) · Lilly King (1:05.70) · Dana Vollmer (56.00) · Simone Manuel (52.43) · Olivia Smoliga[b] · Katie Meili[b] · Kelsi Worrell[b] · Abbey Weitzeil[b] | 3:53.13                       | AustràliaEmily Seebohm (58.83) · Taylor McKeown (1:07.05) · Emma McKeon (56.95) · Cate Campbell (52.17) · Madison Wilson[b] · Madeline Groves[b] · Brittany Elmslie[b] | 3:55.00       | DinamarcaMie Nielsen (58.75) · Rikke Møller Pedersen (1:06.62) · Jeanette Ottesen (56.43) · Pernille Blume (53.21)                                    | 3:55.01 ER |
| | |                               | |               | |            |
| 10 km Aigües obertes detalls | Sharon van Rouwendaal (NED) | 1:56:32.1                     | Rachele Bruni (ITA) | 1:56:49.5     | Poliana Okimoto (BRA) | 1:56:51.4  |
| AF Rècord Africà \| AM Rècord Americà \| AS Rècord Asiàtic \| ER Rècord Europeu \| OC Rècord Oceanànic \| RO Rècord Olímpic \| RM Rècord del Mon \| RN Rècord Nacional \| RJ Rècord del Món Júnior | |                               | |               | |            |

b  Nedadors que van participar en les sèries i van rebre medalles.

## Medaller
| Posició | País            | Or | Plata | Bronze | Total |
| 1       | Estats Units    | 16 | 8     | 9      | 33    |
| 2       | Austràlia       | 3  | 4     | 3      | 10    |
| 3       | Hongria         | 3  | 2     | 2      | 7     |
| 4       | Japó            | 2  | 2     | 3      | 7     |
| 5       | Països Baixos   | 1  | 0     | 0      | 1     |
| 6       | Regne Unit      | 1  | 5     | 0      | 6     |
| 7       | R.P. de la Xina | 1  | 2     | 3      | 6     |
| 8       | Canadà          | 1  | 1     | 4      | 6     |
| 9       | Itàlia          | 1  | 1     | 2      | 4     |
| 10      | Suècia          | 1  | 1     | 1      | 3     |
| 11      | Dinamarca       | 1  | 0     | 1      | 2     |
| 11      | Espanya         | 1  | 0     | 1      | 2     |
| 13      | Kazakhstan      | 1  | 0     | 0      | 1     |
| 13      | Singapur        | 1  | 0     | 0      | 1     |
| 15      | Sud-àfrica      | 0  | 3     | 0      | 3     |
| 16      | Rússia          | 0  | 2     | 2      | 4     |
| 17      | França          | 0  | 2     | 1      | 3     |
| 18      | Bèlgica         | 0  | 1     | 0      | 1     |
| 18      | Grècia          | 0  | 1     | 0      | 1     |
| 20      | Belarús         | 0  | 0     | 1      | 1     |
| 20      | Brasil          | 0  | 0     | 1      | 1     |
| Total   | Total           | 35 | 35    | 34     | 104   |